# Sorex camtschatica
Sorex camtschatica е вид бозайник от семейство Земеровкови (Soricidae).

## Разпространение
Видът е разпространен в Русия.